# Jōganji-gawa
Le fleuve Jōganji (常願寺川, Jōganji-gawa) est un cours d'eau de la préfecture de Toyama au Japon, dans la région du Chūbu. Il traverse la ville de Toyama et le bourg de Tateyama.
Ce fleuve s'appelait autrefois le fleuve Nii (新川, Nii-kawa).

## Géographie

### Situation
Le fleuve Jōganji prend sa source dans les monts Tateyama, dans la partie sud-est de la ville de Toyama. Il coule au nord-ouest, formant la frontière entre Toyama et Tateyama. Il traverse Toyama avant de se jeter dans la baie de Toyama (mer du Japon).